# Республика Сенарика
Республика Сенарика (итал. Repubblica di Senarica) — карликовое государство, якобы существовавшее с 1343 до 1775 (как владение Сигизмунда де Нордангелиса — до 1797 года) года в северных предгорьях Гран-Сассо вокруг одноимённой деревни, ныне находящейся в провинции Терамо. По легенде, она была самой маленькой республикой на протяжении многих веков и наименьшим итальянским государством.
Легенда о существовании республики была опровергнута уже в начале XIX века. Также, существование республики противоречит историческим документам феодального распределения местности.

## Государственное устройство
Главой республики был дож, исполнительная власть принадлежала канцлеру, также существовал Сенат (в который входило 24 члена в возрасте не менее 50 лет, избираемые каждый год 1 января) и Дворянский Орден.

### Глава государства
Из 36 (35, если не считать последнего правителя, правившего с 1775 до 1797) правителей запомнился Геракл Канту I (1549-1579), который создал авторитарное государство, сделав Сенат консультативным органом. Некоторые сенарийцы считают, что дожей было 34, а последним был Давид Чиантоне (1761-1769), так как его преемник Бернардино Чичинто I (1769-1775) якобы был непопулярен среди жителей, в 1775 году он передал управление своей дочери Франческе, она же передала власть своему мужу Сигизмунду де Нордангелису (1775-1797), который объявил деревню своим имением.

## Легендарная история

### Основание

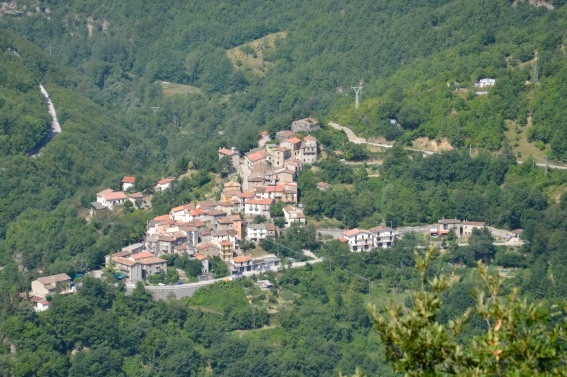
Деревня Сенарика, современный вид

Согласно легенде, в 1343 году королева Неаполя Джованна I предоставила жителям деревень Сенарика и Поджио Умбриккио самоуправление, без какой либо вассальной зависимости, как благодарность за их храброе сопротивление набегам солдат дома Висконти из Милана. Тогда жители, подражая Венецианской республике, провозгласили республику и избрали дожа и Сенат, позже, в июне 1357, спустя год после избрания первого правителя Неаполь предоставил государству статут управления, который предусматривал создание нового органа власти — дворянского Ордена и появление должности канцлера, обладающего исполнительной властью. В силу древнего лангобардского закона о наследовании вотчин, который предусматривал переход наследства к потомкам женского пола при отсутствии потомков мужского пола, они, таким образом, считались бы, вслед за многочисленными наследниками вотчин, состоявшимися pro commune et indiviso, самостоятельными. И именно в силу этой возможной гипотезы, абстрагируясь от вмешательства Венеции, упоминаются лишь в XVIII веке как вероятные потомки семьи сеньоров Поджо Рамонте, владельцев одноименной вотчины во второй половине XV века, и поэтому феодалы этой местности, жители Сенарики, происходящие из 10 семей, упомянутых в грамоте 1610 года, каким-то образом имели возможность самоуправления согласно феодальным законам того времени, избирая дожа и самостоятельно назначать всех чиновников.
Нет никаких известных документов, подтверждающих предоставление королевой республиканских привилегий деревне, а их предполагаемое размещение в архиве Анжуйской канцелярии проверить больше невозможно, поскольку он был уничтожен во время Второй мировой войны. Даже письмо, написанное дожем Венецианской республики дожу Сенарики с выражением благодарности за военную помощь, сделанную последним, согласно легенде, до XIX века находилось у епископа Терамо Алессандро Берреттини, который умер в 1849 году, не обнаружено.

### Союз с Венецией
Венецианская республика предоставила Сенарике защиту, а за это страна должна была отправлять двух солдат в случае войны, возможно, первая пошла на этот шаг из-за собственной выгоды, так как Сенарика была богата пиломатериалами, которые были нужны республике и также могла поставлять каштаны, которые на протяжении веков росли в карликовом государстве. Также между странами был заключён оборонительный и наступательный союз. В 1378 году Венеция воевала с Генуей и Сенарика якобы выполнила обязательства договора, отправив двух солдат. Венецианский дож в письменном виде якобы поблагодарил республику.

### Конец существования
Последний дож республики Бернардино Цицинто I (5 июня 1769 года - 15 июля 1775 года) передал землю своей дочери Франческе и сыну Сигизмунду де Нордангелису, который объявил территорию деревни своим владением, однако неаполитанский король Фердинанд IV не признавал факт существования республики и Государственный секретарь королевств Неаполь и Сицилия Бернардо Тануччи отдал приказ об аннексии страны, в различных документах республика упоминается до середины XVIII века.

## Государственные символы
На гербе Сенарики был изображён лев, который вонзает когти в змею, что возможно является намёком на конфликт с домом Висконти, символом которого является змея, этот государственный символ известен благодаря фреске в церкви, также существует несколько вариантов флага страны.

## Экономика и вооружённые силы
Экономика Сенарики была завязана на сельском хозяйстве, особенно в области виноделия, каштанов и табака. Доходы от производства вина и табака позволили республике получить значительную сумму денег для инвестиций в инфраструктуру и экономику, что позволило ей стабильно расти на протяжении многих лет. Удалось построить тюрьму и даже небольшую казарму. Небольшая армия, которой обладала республика занималась защитой дожа, сенаторов и охраной границы.